# Bieszczadzkie Spotkania ze Sztuką „Rozsypaniec”
Bieszczadzkie Spotkania ze Sztuką „Rozsypaniec” – festiwal, którego inicjatorem i organizatorem jest Stowarzyszenie „Moje Bieszczady”. Nazwa nawiązuje do szczytu Rozsypaniec w paśmie połonin Bieszczadów Zachodnich. Jednocześnie pokazuje specyfikę tego przedsięwzięcia – spotkania te są bowiem by „tworzyć jedno z tego, co na co dzień rozproszone”; by z różnych dziedzin sztuki tworzyć całość.
Festiwal „Rozsypaniec” jest kontynuacją odbywającego się w latach 2001–2009 Festiwalu Sztuk Różnych „Bieszczadzkie Anioły”.

## Wydarzenia organizowane w ramach festiwalu
W trakcie Bieszczadzkich Spotkań ze Sztuką „Rozsypaniec” odbywają się między innymi:
- koncerty piosenki poetyckiej, muzyki folkowej, etnicznej, piosenki turystycznej oraz poezji śpiewanej
- konkursy fotograficzne, piosenki, poetyckie
- warsztaty fotograficzne, muzyczne, poetyckie
- targi rękodzieła
- wystawy fotograficzne
- spotkania z artystami i podróżnikami
- wolontariat

## Edycje festiwalu

### Rozsypaniec 2010
Pierwsza edycja festiwalu odbyła się w dniach 11-15 sierpnia 2010 w Cisnej, Dołżycy oraz Wetlinie.
Na muzycznej scenie wystąpili: Marek Andrzejewski, Bieszczadzka Rodzinka Muzykująca, Wołosatki, Cisza Jak Ta, Do Góry Dnem, Yeskiezsirumem, Jola Sip z zespołem, Robert Kasprzycki i Michał Łanuszka, Trzech Bardów (czyli Tomasz Lewandowski, Piotr Woźniak i Szymon Zychowicz), Kapela na Dobry Dzień, Klezmaholics, AtmAsfera, Siklawa, Osjan, Beltaine

### Rozsypaniec 2011
Druga edycja odbyła się w dniach 10-14 sierpnia 2011 w Cisnej i Dołżycy.
Na muzycznej scenie wystąpili: Dzidka Muzolf, Małgorzata Wojciechowska, hałabuda, EKT Gdynia, AtmAsfera, Sergiusz Orłowski, Federacja (w programie „Stachura – Poematy”); w składzie: Marek Andrzejewski, Piotr Bogutyn, Tomasz Deutryk, Jan Kondrak, Krzysztof Nowak, Piotr Selim, Jola Sip, Katarzyna Wasilewska, Grupa Bohema, Shannon, Latający Dywan, Piotr Woźniak i Przemysław Sledziuha Śledź. Festiwal zwieńczył „Świat według Nohavicy” – spektakl muzyczny Antoniego Murackiego z Przyjaciółmi (w składzie: Mirosław Czyżykiewicz, Paweł Orkisz, Elżbieta Wojnowska, Andrzej Ozga, Aleksandra Drzewiecka, Jakub Muracki)

### Rozsypaniec 2012
Trzecia edycja odbyła się w dniach 15-19 sierpnia 2012 ponownie w Cisnej i Dołżycy.

### Rozsypaniec 2013
Czwarta edycja odbyła się w dniach 15-18 sierpnia 2013 ponownie w Cisnej i Dołżycy.

### Rozsypaniec 2014
Piąta edycja odbyła się w dniach 13-17 sierpnia 2014 w Cisnej.

### Rozsypaniec 2015
Szósta edycja odbyła się w dniach 13–16 sierpnia 2015 w Cisnej (Gminne Centrum Kultury i Ekologii) i w Dołżycy (Karczma Skup Runa Leśnego)
Na program złożyły się:
1. projekcja filmu o Olku Ostrowskim Dzięki wszystkim, jesteście wielcy
2. „Bieszczadzkie anioły...i nie tylko” rozmowa Halszki Ziemianin i Adama Ziemianina
3. wystawa ilustracji i rysunków Halszki Ziemianin „Przystanek za miastem”
4. koncerty - Piotr Woźniak, Paśko i zespół Co To; Chwila Nieuwagi, U Studni, Kuba Blokesz, Robert Kasprzycki Trio, Disparates

Zrealizowano drugą lekcję historii, projekt „Patriotyzm. To jest to”.
Wyświetlone zostały filmy: Śmierć Rotmistrza Pileckiego i Inka. Nie cała umrę.
Przeprowadzono grę terenową „Bolszewicka nawałnica” oraz wyświetlono wystawę „Zvvycięzcy”